# Doktor House (6. évad)
Ez az oldal a Doktor House című televíziós kórházsorozat hatodik évadával foglalkozik.
A hatodik évadot 2009. szeptember 21. és 2010. május 17. között vetítette a Fox Broadcasting Company.
Hazánkban a TV2 2010. március 10. és 2010. november 24. között sugározta. Az AXN 2011. március 3-ától ismételte ezt az évadot.
Az évad House gyógyszerfüggőségének kezelésével és pszichiátriai terápiájával indul a Mayfield Pszichiátriai Klinikán, amely ellen a megzakkant életű doki eleinte minden erejével és ötletdús eszközeivel lázad. A terápia – és az évad végére – House tiszta, gondjait végre nem a Vicodinnal oldja meg. Eközben a csapat tagjai magánéleti gondokkal küzdenek: Taubék, valamint Chase és Cameron házassága megromlik, House pedig nehezen viseli Cuddy és Lucas, na meg Wilson és Sam boldogságát.

## Szereplők
- Hugh Laurie (Dr. Gregory House) – magyar hangja Kulka János
- Lisa Edelstein (Dr. Lisa Cuddy) – magyar hangja Györgyi Anna
- Omar Epps (Dr. Eric Foreman) – magyar hangja Holl Nándor
- Robert Sean Leonard (Dr. James Wilson) – magyar hangja Szabó Sipos Barnabás (15 epizód), Varga Gábor (a 16. epizódtól)[2]
- Jesse Spencer (Dr. Robert Chase) – magyar hangja Fekete Zoltán
- Jennifer Morrison (Dr. Allison Cameron) – magyar hangja Zsigmond Tamara
- Peter Jacobson (Dr. Chris Taub) – magyar hangja Kapácsy Miklós
- Olivia Wilde (Dr. Remy 'Tizenhármas' Hadley) – magyar hangja Kéri Kitty

## Cselekmény
|  | Alább a cselekmény részletei következnek! |

| 1 | Broken: Part 1. / Romlás 1. rész         | Nincs hetibeteg                                           | 2009. szeptember 21. / 2010. március 10. |
| House hallucinációi kezelése miatt miatt bevonul a Mayfield Pszichiátriai Klinikára. Egy nap azonban fellázad, mert minél előbb ki akar kerülni a kórházból. A kezelőorvosa, Darryl Nolan azonban további rehabilitációt javasol, ezzel kezdetét veszi kettejük párharca… |                                          |                                                           |                                          |
| 2 | Broken: Part 2. / Romlás 2. rész         | Nincs hetibeteg                                           | 2009. szeptember 21. / 2010. március 17. |
| House magát okolja, amiért egy betegtársa szuperhősnek képzelvén magát, majdnem meghal. Dr. Nolan különböző feladatokkal segít az emberek iránti bizalom, kapcsolatteremtés, az önismeret és a bocsánatkérés képességének kialakításában... |                                          |                                                           |                                          |
| 3 | Epic Fail / Böhöm baki                   | Fabry szindróma                                           | 2009. szeptember 28. / 2010. március 24. |
| House lemond a vezető-diagnosztai pozíciójáról a Princetonban, Foreman pedig átveszi a vezetést. Az első esete egy égető kézfájdalomra és duzzadt nyirokcsomókra panaszkodó videójáték-tervező, de a beteg - miután az orvosok kifogytak az ötletekből - az internetet hívja segítségül, s természetesen House oldja meg az ügyet. A csapat fogyatkozik, mivel Taub felmond, 13-at pedig a hatalommániás Foreman rúgja ki. House főzésbe temeti energiáját, de kezelőorvosa tanácsára visszatér a diagnosztizáláshoz. |                                          |                                                           |                                          |
| 4 | The Tyrant / A zsarnok                   | Blastomycosis                                             | 2009. október 5. / 2010. március 31.     |
| A hiányzó Taub és 13-as pótlására visszatér Chase és felesége, Cameron a csapatba, amelyet újra House vezet. Egy afrikai diktátor az aktuális beteg, akinek leleteit Chase szándékosan elkeveri, így a páciens meghal. Foreman rájön a halál okára, de nem mártja be kollégáját. Eközben House egy morcos szomszédot is kigyógyít a fantomfájdalom okozta nyűgből. |                                          |                                                           |                                          |
| 5 | Instant Karma / Instant karma            | Antiphospholipid szindróma                                | 2009. október 12. / 2010. április 7.     |
| A gazdag üzletember szerint a sors büntetése, hogy a fia megbetegedett. Eközben Foreman és Chase Dibala diktátor esetének prezentációjára készül, ki kell magyarázniuk a halálát. |                                          |                                                           |                                          |
| 6 | Brave Heart / Acélszív                   | Intrakraniális bogyóaneurizma az agytörzsben              | 2009. október 19. / 2010. április 14.    |
| Egy örökletes betegségben szenvedő rendőr miatt exhumálják a felmenőit, majd az eleddig általa sem ismert fiát vizsgálják meg. Chase bűntudattól szenved, Wilson pedig halott kedveséhez suttog éjszakánként, ami House-t mérhetetlenül idegesíti. |                                          |                                                           |                                          |
| 7 | Known Unknowns / Ismeretlen ismerősök    | Vibrio vulnificus és Haemochromatosis                     | 2009. november 9. / 2010. április 21.    |
| A beteg vérzik és hazudik folyvást, miközben House, Wilson és Cuddy egy gyógyszerészeti konferencián múlatja az időt. Kiderül, hogy House és Cuddy egyetemista korukban már voltak együtt egy éjszaka, ám a nő nem akarja folytatni az egykori kapcsolatkezdeményt, mivel összejött Lucassal, a magánnyomozóval. Chase végre bevallja Cameronnak, hogy köze van a diktátor halálához. |                                          |                                                           |                                          |
| 8 | Teamwork / Csapatmunka                   | Strongyloidiasis és Crohn-betegség                        | 2009. november 16. / 2010. április 28.   |
| Egy pornószínész megmentése a feladat. House visszakapta az engedélyét, ám nincs csapata, csak Foreman segédkezik neki a team összerántásában. Sikerül is mindenkit visszacsábítani, csak Cameron távozik bűnös férje miatt. |                                          |                                                           |                                          |
| 9 | Ignorance is Bliss / A tudatlanság áldás | Trombocitopéniás trombotikus purpura és többszörös pótlép | 2009. november 23. / 2010. május 5.      |
| House szét akarja robbantani Cuddy és Lucas kapcsolatát, ezért meghívatja magát hozzájuk hálaadásra, ám a Cuddy által megadott címen senkit sem talál: a társaság máshol ünnepel. House válaszul Lucasnál rúg be szerelmi bánatában. A hetibeteg zseni, de szándékosan butítja magát egy köhögés elleni szerrel. |                                          |                                                           |                                          |
| 10 | Wilson / Wilson                          | Akut Limphtoblasticus Leukémia                            | 2009. november 30. / 2010. május 12.     |
| Wilson barátja öt éve gyógyult ki a leukémiából, ám épp az évforduló ünneplésekor esik össze. A diagnózis során újfent rákot találnak, s a bűntudatos Wilson májának egy darabjával járul hozzá a gyógyuláshoz. |                                          |                                                           |                                          |
| 11 | The Down Low / Fű alatt                  | Hughes-Stovin szindróma                                   | 2010. január 11. / 2010. szeptember 8.   |
| Egy drogdílernek tippelt beteg körüli nyomozást Wilson és House - egy őket melegnek gondoló - szomszédnő miatti rivalizálása színesíti. |                                          |                                                           |                                          |
| 12 | Remorse / Bűntudat                       | Wilson-kór                                                | 2010. január 25. / 2010. szeptember 15.  |
| A pszichopatának bizonyuló beteg épp lejáratta és kirúgatta kollégáját, amikor rosszul lett. House egy volt évfolyamtársát próbálja kiengesztelni, aki miatta bukott meg az egyetemen, s valószínűleg ezért siklott ki az élete. |                                          |                                                           |                                          |
| 13 | Moving the Chains / Előrehaladás         | Melanóma okozta paraneoplasztikus szindróma               | 2010. február 1. / 2010. szeptember 22.  |
| Egy óriás focista a hetibeteg, aki megvadul a pályán, de az akcióból semmire sem emlékszik. House Foreman börtönből szabadult testvérét veszi fel asszisztensnek, hogy Foremant zrikálja. Wilson bosszút áll a közös lakásban zajló anomáliák miatt, ám ezekért kivételesen nem House a felelős. |                                          |                                                           |                                          |
| 14 | 5 to 9 / 5-től 9-ig                      | Nincs hetibeteg                                           | 2010. február 8. / 2010. szeptember 29.  |
| Az epizód Cuddy egy mozgalmas napját kíséri végig a hajnali keléstől a hazatérésig. A megoldandó problémák közt szerepel a kórház lejáró biztosítása, ami helyett jobb ajánlatot kellene kisajtolni, House viszont maláriával akarja megfertőzni egy betegét, a gyerek lázas, a klinikán kekec a beteg, a gyógyszerész lopja a gyógyszert, s egy páciens perrel fenyegetőzik. |                                          |                                                           |                                          |
| 15 | Private Lives / Magánéletek              | Whipple-kór                                               | 2010. március 8. / 2010. október 6.      |
| House, Wilson és Chase rapidrandira mennek, miközben a csapat egy haldokló bloggernő baját próbálja kideríteni. House rájön, hogy Wilson valaha szerepelt egy pornófilmben, s ezért minden létező módon bosszantja a barátját. |                                          |                                                           |                                          |
| 16 | Black Hole / Fekete lyuk                 | Kisagyi Bilharziózis hiperérzékeny allergia               | 2010. március 15. / 2010. október 13.    |
| Egy 17 éves lány rosszul lesz a planetáriumban és miközben a szervei sorra mondják fel a szolgálatot, hallucinál. Felépüléséért nemcsak a barátja, hanem annak apja is aggódik. Taub a felesége bizalmát próbálja visszaszerezni, Wilson és House pedig közös lakásuk berendezése miatt vitázik. |                                          |                                                           |                                          |
| 17 | Lockdown / Vesztegzár                    | Fokális epilepszia (Adrienn)                              | 2010. március 22. / 2010. október 20.    |
| Egy újszülött eltűnik a kórházban, ezért lezárják a kapukat a nyomozás idejére. Az összezártság idején Taub és Foreman az irattárban szórakozik, a Chase házaspár a válását beszéli meg, House egy haldoklóval beszélget, mialatt Cuddy megtalálja a babát. (Az epizódot Hugh Laurie rendezte.) |                                          |                                                           |                                          |
| 18 | Knight's Fall / A bukott lovag           | Anabolikus szteroid használata                            | 2010. április 12. / 2010. október 27.    |
| A hagyományőrző középkori vásár lovagi tornáján az egyik résztvevő összeesik, a szeme vérzik, testét kiütések borítják. House pedig a lakásban meztelenül flangálva Wilson exével, Sammel fut össze. |                                          |                                                           |                                          |
| 19 | Open and Shut / Nyitottság               | Henoch-Schonlein purpura                                  | 2010. április 19. / 2010. november 3.    |
| A hetibeteg egy nyitott házasságban élő asszony, aki a rosszulléte előtt a szeretőjénél volt. Taubnak megtetszik a nyitott párkapcsolat ötlete és javasolja a feleségének, hogy kipróbálhatnák ők is ezt az életformát. |                                          |                                                           |                                          |
| 20 | The Choice / A döntés                    | Arnold-Chiari szindróma                                   | 2010. május 3. / 2010. november 10.      |
| A házasságkötés közben esik összeeső vőlegényről kiderül, hogy egy férfi volt a korábbi lakótársa és szeretője. Wilson pedig a csapatot fizeti le, hogy járjanak el House-szal szórakozni. |                                          |                                                           |                                          |
| 21 | Baggage / Teher                          | Allergiás reakció tetováló festékre                       | 2010. május 10. / 2010. november 17.     |
| A páciens semmire sem emlékszik, azt sem tudja, hogy kicsoda is ő. Wilson eközben kiköltözésre akarja rábírni House-t, hogy nyugodtan élhessenek kettesben Sammel. |                                          |                                                           |                                          |
| 22 | Help Me / Segítség!                      | Zsírembólia                                               | 2010. május 17. / 2010. november 24.     |
| Egy daru eldől a forgalmas utcán, mert a kezelő hirtelen elaludt, de House arra gyanakszik, hogy valójában elájult. House a romok alatt egy beszorult nőt talál, akin megpróbál segíteni. |                                          |                                                           |                                          |